# Kanada i olympiska vinterspelen 1964
Kanada deltog med 55 deltagare vid de olympiska vinterspelen 1964 i Innsbruck. Totalt vann de en guldmedalj, en silvermedalj och en bronsmedalj.

## Medaljer

### Guld
- Vic Emery, Peter Kirby, Douglas Anakin och John Emery - Bob, fyramanna.

### Silver
- Debbi Wilkes och Guy Revell - Konståkning.

### Brons
- Petra Burka - Konståkning.